# Arachnothryx chimboracensis
Arachnothryx chimboracensis är en måreväxtart som först beskrevs av Paul Carpenter Standley, och fick sitt nu gällande namn av Julian Alfred Steyermark. Arachnothryx chimboracensis ingår i släktet Arachnothryx och familjen måreväxter. Inga underarter finns listade i Catalogue of Life.